# Марголіна Раїса Гаврилівна
Раїса Гаврилівна Марго́ліна (нар. 16 червня 1909, Єлисаветград — пом. 27 жовтня 2008, Київ) — українська радянська художниця театру; член Спілки радянських художників України з 1940 року. Дружина художника Василя Овчинникова, мати графіка Олени Овчинникової.

## Біографія
Народилася 3 [16] червня 1909 року в місті Єлисаветграді (нині Кропивницький, Україна). З 1928 року працювала художником-постановником навчального театру Київського інституту театрального мистецтва. 1932 року закінчила Київський художній інститут, де навчалася зокрема у Костянтина Єлеви, Миколи Тряскіна, Марка Епштейна.
Протягом 1932—1935 років працювала художницею Київського театру юного глядача; одночасно з 1932 року — у театрі ляльок: у 1936—1972 роках — головний художник; у 1935—1941 роках — художник театру ляльок Палацу піонерів. Член ВКП(б) з 1939 року. Під час німецько-радянської війни у 1941—1945 роках працювала художницею Свердловського обласного театру ляльок у Томську. Нагороджена Почесною грамотою Президії Верховної Ради УРСР.
Жила у Києві в будинку на вулиці Червоноармійській № 12, квартира № 5, вулиці Ежена Потьє, № 11, квартира № 70 та у Пуща-Водиці в Будинку ветеранів сцени імені Наталії Ужвій на вулиці Міській, № 1, кімната № 8. Померла в Києві 27 жовтня 2008 року.

## Творчість
Працювала в галузі театрально-декораційного мистецтва. Створювала переважно рукавичні, а також ляльки на паличках і механічні; використовувала образ ляльки-петрушки, ширму-балаган, ширму з лози.
Виконала декорації до вистави «Сава Чалий» Івана Карпенка-Карого (1932, Київський театр юного глядача). У Київському театрі ляльок створила ескізи костюмів і ляльок до вистав:
- «Кицин дім» Самуїла Маршака (1939);
- «По щучому велінню» Єлизавети Тараховської (1949)
- «Хлопчиш-Кибальчиш» за Аркадієм Гайдаром (1949);
- «Ніч перед Різдвом» за Миколою Гоголем (1951);
- «Скриня казок» за народними казками (1952);
- «Чортів млин» Яна Дрди і Ісидора Штока (1953);
- «Снігова королева» Ісидора Штока (1956);
- «Іванко-Перебендя» Я. Сербіна (1954);
- «Де ця вулиця, де цей дім…» Володимира Диховичного, Моріса Слободського (1955; срібна медаль за ляльку «Диригент» на Міжнародній виставці в Брюсселі, 1958);
- «Буратіно» за Олексієм Толстим (1956);
- «Казка про попа і наймита його Балду» за Олександром Пушкіним (1956);
- «Концерт» за Антоном Чеховим (1962);
- «Казка про загублений час» Євгена Шварца (1962);
- «Божественна комедія» Ісидора Штока (1964);
- «Пригоди Барвінка» Богдана Чалого (1967);
- «Пригоди Піфа» Є. Жуковської та М. Астрахан (1968);
- «Слоненя» за Редьярдом Кіплінґом (1969);
- «Перебендя» за творами Тараса Шевченка (1970);
- «Тигреня Петрик» Ганни Янушевської, Яна Вільковського (1970).

У 1959 році у Київському російському драматичному театрі імені Лесі Українки створила декорації до вистави «Комедія помилок» Вільяма Шекспіра.
Брала участь у республіканських виставках з 1931 року, всесоюзних з — 1957 року, зарубіжних — з 1958 року. Персональна виставка відбулася у Києві у 1954 році (спільно з Тетяною Максимович).
Ескізи сценографії та ляльки зберігаються у Музеї театрального, музичного та кіно-мистецтва України у Києві, Музеї театру ляльок Сергія Образцова у Москві.